# Час в Аргентині
На всій території Аргентини використовують час двадцять першого часового поясу (UTC-3). На літній час Аргентина не переходить. Час, що тут використовують, називається аргентинським часом та позначається абревіатурою ART

## Розташування території Аргентини відносно міжнародної системи часових поясів
Крайні точки території Аргентини:
- східна 53º 35' W
- західна 73º 38' W

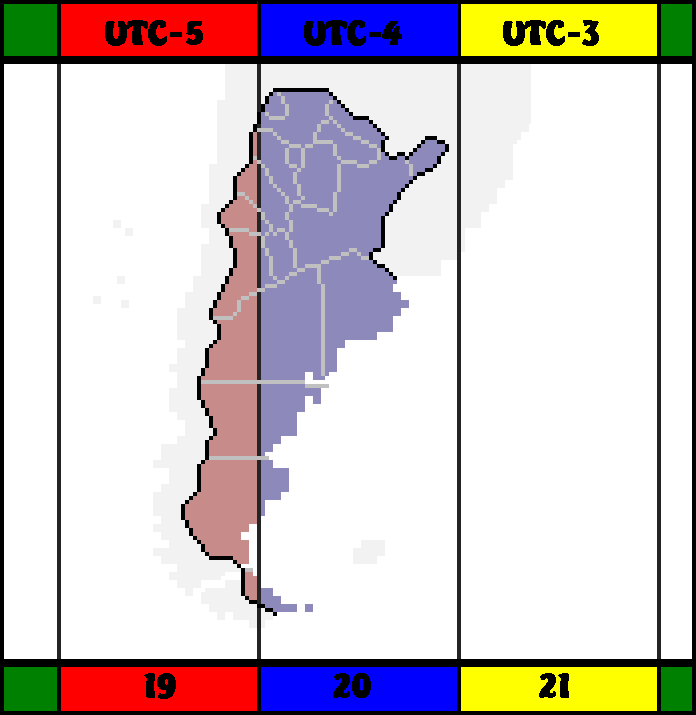

Це означає, що більша частина території (близько 2/3) країни географічно належить до двадцятого часового поясу. Менша частина на заході — до дев'ятнадцятого часового поясу. Загалом це дає підстави віднести територію країни до двадцятого часового поясу.
Однак фактично на всій території Аргентини діє час двадцять першого часового поясу (UTC-3), тобто стандартний час випереджає сонячний на суму від 34 хвилин на крайньому сході до 115 хвилин на крайньому заході.
| Зона      | Часовий пояс | Стандартний час | Літній час        |
| Аргентина | 20           | UTC-3           | не використовують |
| --------- | ------------ | --------------- | ----------------- |

Антарктичні станції Аргентини використовують той самий час, що і основна частина країни, незалежно від їх розташування.

## Літній час
Час від часу в Аргентині повертаються до ідеї введення літнього часу, що фактично має дорівнювати часу поясу UTC-2. Однак такі спроби частіше закінчуються проблемами, пов'язаними з неузгодженістю часу в окремих провінціях (питання обчислення часу у федеративній Аргентинській Республіці віддано на розсуд провінційних урядів), оскільки далеко не кожна провінція, особливо на заході, може прийняти настільки далекий від сонячного час. Востаннє літній час використовували на всій території у сезоні 2007/08, на частині території — 2009/10.
Чинне законодавство з питань обчислення часу передбачає використання літнього часу, однак факт і терміни його використання покладаються на уряд

## Історія змін

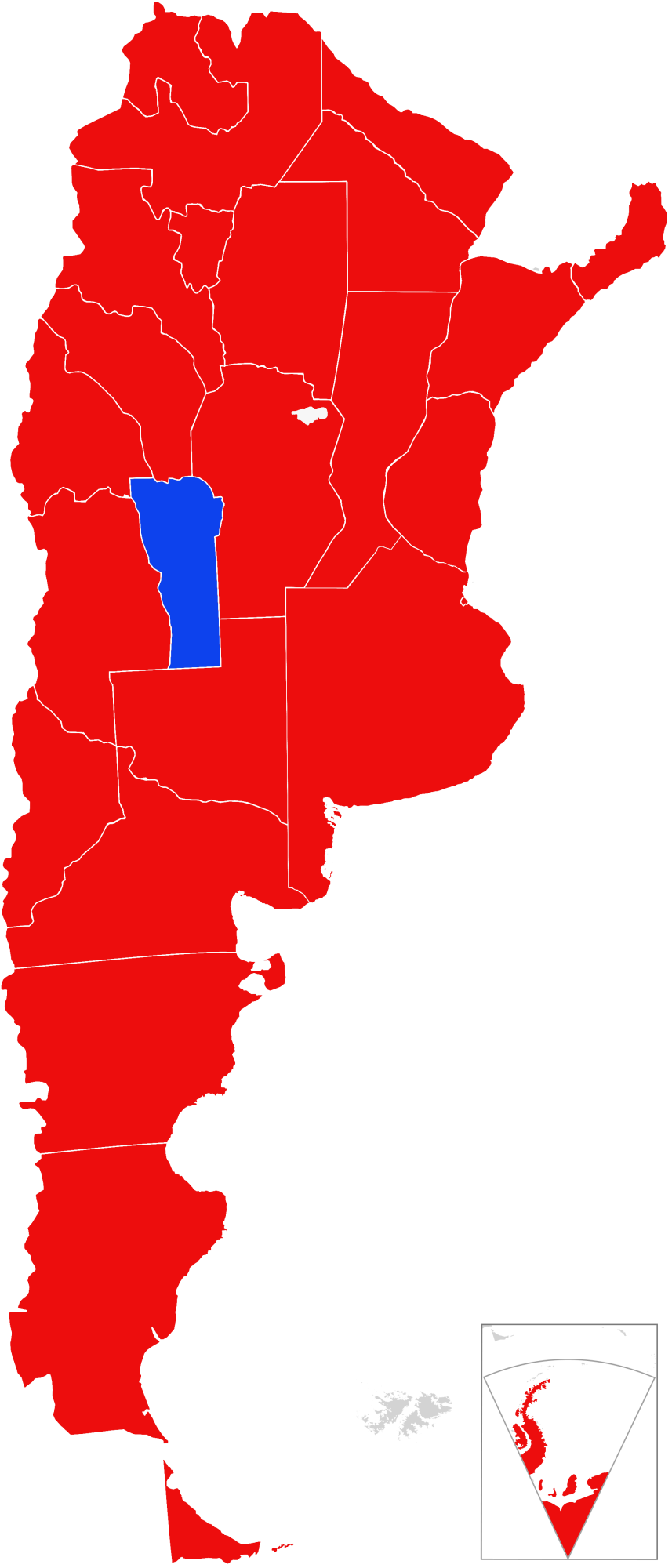
Часові пояси Аргентини у 2009-2010 роках
UTC−3 (цілорічно)
UTC−4 (взимку) / UTC−3 (влітку)

До 1894 року в Аргентині діяв сонячний час. Вперше час було синхронізовано на всій території країни 31 жовтня 1894 року. Тоді за офіційний час було визнано час меридіана, що пролягав через Національну обсерваторію в Кордові і був на 4 години 16 хвилин та 48 секунд позаду часу Ґринвіцького меридіана.
Поясний час в Аргентині було запроваджено 1 травня 1920 року. Годинники опівночі було переведено на 16 хв. 48 сек. вперед і стандартним часом Аргентини став час двадцятого поясу.
З 1930 року Аргентина стала використовувати літній час UTC-3, який спочатку діяв з 1 листопада до 1 березня:
| Рік               | Літній час введено | Літній час скасовано  |
| ----------------- | ------------------ | --------------------- |
| 1930/31           | 1 грудня, 00:00    | 31 березня, 24:00     |
| 1931/32           | 15 жовтня, 00:00   | 29 лютого, 24:00      |
| 1932/33 — 1939/40 | 1 листопада, 00:00 | 28 (29) лютого, 24:00 |
| 1940/41           | 1 липня, 00:00     | 14 червня, 24:00      |
| 1941/43           | 15 жовтня, 00:00   | 31 липня, 24:00       |
| 1943/46           | 15 жовтня, 00:00   | 28 лютого, 24:00      |
| 1946/63           | 1 жовтня, 00:00    | 30 вересня, 24:00     |
| 1963/64           | 15 грудня, 00:00   | 29 лютого, 24:00      |
| 1964/65 — 1965/66 | 15 жовтня, 00:00   | 28 лютого, 24:00      |
| 1966/67           | 15 жовтня, 00:00   | 1 квітня, 24:00       |
| 1967/68           | 1 жовтня, 00:00    | 6 квітня, 24:00       |
| 1968/69           | 6 жовтня, 00:00    | 5 квітня, 24:00       |

Як видно з таблиці, в окремі періоди літній час в Аргентині діяв цілорічно.
5 жовтня 1969 року опівночі стандартний час Аргентини було змінено на UTC-3, тобто колишній літній час став стандартним. Однак і при такому порядку обчислення часу літній час — цього разу вже UTC-2 — все ж використовували час від часу:
| Рік     | Літній час введено | Літній час скасовано |
| ------- | ------------------ | -------------------- |
| 1974    | 23 січня, 00:00    | 30 квітня, 24:00     |
| 1988/89 | 1 грудня, 00:00    | 4 березня, 24:00     |
| 1989/90 | 15 жовтня, 00:00   | 3 березня, 24:00     |

З 4 березня 1990 року час у деяких провінціях став відрізнятися від загальноприйнятих. Терміни використання літнього часу і навіть стандартний час кожна провінція вирішувала на свій розсуд. Часто при переході на літній час додатково змінювався і стандартний, що в сумі давало переведення стрілки годинника на дві години. Це призводило до того, що в окремі періоди 1991 року в Аргентині використовували час трьох поясів з урахуванням літнього часу — причому, щоб перетнути країну по меридіану, треба було 4 рази міняти час. З деякими перервами ці неузгодженості тривали до квітня 2010 року, однак невідомо, чи не повториться таке знову. Загальні зміни введені до таблиці:
| Дата і час             | Подія; зміна в годинах                        | Нове фактичне зміщення від UTC | Території |
| ---------------------- | --------------------------------------------- | ------------------------------ | --- |
| 3 березня 1990, 24:00  | Літній час скасовано; −1                      | UTC-3                          | Аргентина, крім Мендоси і Жужуя |
| 3 березня 1990, 24:00  | Літній час скасовано, змінено стандартний; −2 | UTC-4                          | Мендоса, Жужуй |
| 13 березня 1990, 24:00 | Змінено стандартний час; −1                   | UTC-4                          | Сан-Луїс |
| 15 жовтня 1990, 00:00  | Змінено стандартний час; +1                   | UTC-3                          | Сан-Луїс |
| 15 жовтня 1990, 00:00  | Літній час введено; +1                        | UTC-3                          | Мендоса |
| 21 жовтня 1990, 00:00  | Літній час введено; +1                        | UTC-2                          | Аргентина, крім Мендоси і Жужуя |
| 28 жовтня 1990, 00:00  | Літній час введено; +1                        | UTC-3                          | Жужуй |
| 1 березня 1991, 24:00  | Літній час скасовано; −1                      | UTC-4                          | Мендоса |
| 1 березня 1991, 24:00  | Літній час скасовано, змінено стандартний; −2 | UTC-4                          | Чубут Ла-Ріоха Сан-Хуан |
| 3 березня 1991, 24:00  | Літній час скасовано, змінено стандартний; −2 | UTC-4                          | Аргентина, крім Чубуту Ла-Ріохи Сан-Хуана Санта-Круса Тьєрри-дель-Фуеґо провінції Буенос-Айрес міста Буенос-Айрес Жужуя                           |
| 3 березня 1991, 24:00  | Літній час скасовано; −1                      | UTC-3                          | Санта-Крус Тьєрра-дель-Фуеґо провінція Буенос-Айрес Федеральна столиця Буенос-Айрес                                                               |
| 17 березня 1991, 24:00 | Літній час скасовано; −1                      | UTC-4                          | Жужуй |
| 7 травня 1991, 00:00   | Змінено стандартний час; +1                   | UTC-3                          | Чубут Ла-Ріоха Сан-Хуан |
| 6 жовтня 1991, 00:00   | Літній час введено, змінено стандартний; +2   | UTC-2                          | Жужуй |
| 15 жовтня 1991, 00:00  | Літній час введено; +1                        | UTC-3                          | Мендоса |
| 20 жовтня 1991, 00:00  | Літній час введено, змінено стандартний; +2   | UTC-2                          | Аргентина, крім Санта-Круса Тьєрри-дель-Фуеґо провінції Буенос-Айрес міста Буенос-Айрес Чубуту Ла-Ріохи Сан-Хуана Мендоси                         |
| 20 жовтня 1991, 00:00  | Літній час введено; +1                        | UTC-2                          | Санта-Крус Тьєрра-дель-Фуеґо провінція Буенос-Айрес Федеральна столиця Буенос-Айрес Чубут Ла-Ріоха Сан-Хуан                                       |
| 29 лютого 1992, 24:00  | Літній час скасовано; −1                      | UTC-3                          | Аргентина, крім Мендоси |
| 29 лютого 1992, 24:00  | Літній час скасовано; −1                      | UTC-4                          | Мендоса |
| 18 жовтня 1992, 00:00  | Літній час введено; +1                        | UTC-2                          | Аргентина, крім Мендоси |
| 18 жовтня 1992, 00:00  | Літній час введено, змінено стандартний; +2   | UTC-2                          | Мендоса |
| 7 березня 1993, 24:00  | Літній час скасовано; −1                      | UTC-3                          | Аргентина |
| 3 жовтня 1999, 24:00   | Літній час введено, змінено стандартний; 0    | UTC-3                          | Аргентина |
| 3 березня 2000, 24:00  | Літній час скасовано, змінено стандартний; 0  | UTC-3                          | Аргентина |
| 22 травня 2004, 24:00  | Змінено стандартний час; −1                   | UTC-4                          | Мендоса |
| 29 травня 2004, 24:00  | Змінено стандартний час; −1                   | UTC-4                          | Тьєрра-дель-Фуеґо |
| 30 травня 2004, 24:00  | Змінено стандартний час; −1                   | UTC-4                          | Чубут Ла-Ріоха Сан-Хуан |
| 31 травня 2004, 24:00  | Змінено стандартний час; −1                   | UTC-4                          | Катамарка Сан-Луїс Санта-Крус Тукуман |
| 13 червня 2004, 00:00  | Змінено стандартний час; +1                   | UTC-3                          | Тукуман |
| 20 червня 2004, 00:00  | Змінено стандартний час; +1                   | UTC-3                          | Катамарка Санта-Крус Тьєрра-дель-Фуеґо |
| 25 липня 2004, 00:00   | Змінено стандартний час; +1                   | UTC-3                          | Чубут Ла-Ріоха Сан-Хуан |
| 1 вересня 2004, 00:00  | Змінено стандартний час; +1                   | UTC-3                          | Сан-Луїс |
| 26 вересня 2004, 00:00 | Змінено стандартний час; +1                   | UTC-3                          | Мендоса |
| 30 грудня 2007, 00:00  | Літній час введено; +1                        | UTC-2                          | Аргентина |
| 20 січня 2008, 24:00   | Літній час скасовано; −1                      | UTC-3                          | Сан-Луїс |
| 15 березня 2008, 24:00 | Літній час скасовано; −1                      | UTC-3                          | Аргентина, крім Сан-Луїса |
| 19 жовтня 2008, 00:00  | Літній час введено; +1                        | UTC-2                          | провінція Буенос-Айрес Ентре-Ріос Сантьяго-дель-Естеро Кордова Коррієнтес Місьйонес Санта-Фе Тукуман Формоса Чако Федеральна столиця Буенос-Айрес |
| 14 березня 2009, 24:00 | Літній час скасовано; −1                      | UTC-3                          | провінція Буенос-Айрес Ентре-Ріос Сантьяго-дель-Естеро Кордова Коррієнтес Місьйонес Санта-Фе Тукуман Формоса Чако Федеральна столиця Буенос-Айрес |
| 14 березня 2009, 24:00 | Змінено стандартний час; −1                   | UTC-4                          | Сан-Луїс |
| 18 жовтня 2009, 00:00  | Літній час введено; +1                        | UTC-3                          | Сан-Луїс |
| 11 квітня 2010, 24:00  | Літній час скасовано, змінено стандартний; 0  | UTC-3                          | Сан-Луїс |